# Survivor Series 2009
Survivor Series 2009 è stata la ventitreesima edizione dell'omonimo evento in pay-per-view prodotto annualmente dalla WWE. L'evento si è svolto il 22 novembre 2009 al Verizon Center in Washington D.C..

## Storyline
Nella puntata di Raw del 26 ottobre i General Manager della serata, Kyle Busch e Joey Logano, annunciarono un Triple Threat match tra Triple H, Shawn Michaels e il campione John Cena con in palio il WWE Championship di quest'ultimo per Survivor Series.
Il 25 ottobre, a Bragging Rights, lo Unified WWE Tag Team Champion Big Show tradì i suoi compagni del Team Raw, agevolando così la vittoria del Bragging Rights Trophy da parte del Team SmackDown. Nella puntata di Raw del 26 ottobre Big Show rivelò di aver fatto ciò poiché aveva stretto un patto con il General Manager di SmackDown, Theodore Long, il quale lo avrebbe nominato come contendente nº1 del World Heavyweight Champion The Undertaker nel caso in cui avesse aiutato il Team SmackDown a vincere l'incontro di Bragging Rights. Nella puntata di SmackDown del 30 ottobre lo Unified WWE Tag Team Champion Chris Jericho sconfisse Kane (entrambi rivendicando un match per il titolo), inserendosi così nell'incontro tra The Undertaker e Big Show di Survivor Series, trasformandolo quindi in un Triple Threat match con in palio il World Heavyweight Championship.
A Bragging Rights, dopo che entrambi avevano fallito la conquista del World Heavyweight Championship, Batista si confrontò con Rey Mysterio per poi effettuare un turn heel su di lui, attaccandolo brutalmente poiché, a suo dire, gli era costato la vittoria del titolo. Nella puntata di SmackDown del 6 novembre, dopo un tentativo di riconciliazione andato a vuoto, fu sancito un match tra Batista e Mysterio per Survivor Series.
A Bragging Rights, durante il 60-minutes Anything Goes Iron Man match valevole per il WWE Championship tra il campione Randy Orton e John Cena, Kofi Kingston attaccò con una sedia gli alleati di Orton, la Legacy (Cody Rhodes e Ted DiBiase), favorendo poi la conquista del titolo da parte di Cena. Un 5-on-5 Traditional Survivor Series Elimination match tra il team capitanato da Kingston, che includeva anche l'ECW Champion Christian, Mark Henry, Montel Vontavious Porter e R-Truth, contro il team capitanato da Orton, che includeva anche CM Punk, William Regal, Cody Rhodes e Ted DiBiase, fu poi annunciato per Survivor Series.
A Bragging Rights, lo United States Champion The Miz (del roster di Raw) sconfisse l'Intercontinental Champion John Morrison (del roster di SmackDown) in un incontro interpromozionale non titolato. Un 5-on-5 Traditional Survivor Series Elimination match tra il team capitanato da The Miz, che includeva anche Dolph Ziggler, Drew McIntyre, Jack Swagger e Sheamus, contro il team capitanato da Morrison, che includeva anche Evan Bourne, Finlay, Matt Hardy e Shelton Benjamin, fu poi sancito per Survivor Series.
Nella puntata di SmackDown del 13 novembre Mickie James fu sconfitta da Natalya a causa dell'intervento della Women's Champion Michelle McCool e di Layla. Nella puntata di SmackDown del 20 novembre, dopo che la McCool e Layla avevano attaccato la James, un 5-on-5 Traditional Survivor Series Women's Elimination match tra il team capitanato dalla James, che includeva anche Gail Kim, Eve Torres, Kelly Kelly e la Divas Champion Melina, contro il team capitanato dalla McCool, che includeva anche Layla, Alicia Fox, Beth Phoenix e Jillian Hall, fu poi annunciato per Survivor Series.

## Risultati
| #    | Incontri | Stipulazioni                                               | Durata |
| ---- | --- | ---------------------------------------------------------- | ------ |
| Dark | Santino Marella ha sconfitto Chavo Guerrero | Single match                                               | —      |
| 1    | Dolph Ziggler, Drew McIntyre, Jack Swagger, The Miz e Sheamus hanno sconfitto Evan Bourne, Finlay, John Morrison, Matt Hardy e Shelton Benjamin         | Five-on-five traditional survivor series elimination match | 20:52  |
| 2    | Batista ha sconfitto Rey Mysterio per KO tecnico | Single match                                               | 06:50  |
| 3    | Christian, Kofi Kingston, Mark Henry, Montel Vontavious Porter e R-Truth hanno sconfitto CM Punk, Cody Rhodes, Randy Orton, Ted DiBiase e William Regal | Five-on-five traditional survivor series elimination match | 20:47  |
| 4    | The Undertaker (c) ha sconfitto Big Show e Chris Jericho                                                                                                | Triple threat match per il World Heavyweight Championship  | 13:37  |
| 5    | Gail Kim, Eve Torres, Kelly Kelly, Melina e Mickie James hanno sconfitto Alicia Fox, Beth Phoenix, Jillian Hall, Layla e Michelle McCool                | Five-on-five traditional survivor series elimination match | 10:38  |
| 6    | John Cena (c) ha sconfitto Shawn Michaels e Triple H | Triple threat match per il WWE Championship                | 21:19  |

### Survivor series elimination match
Team Miz vs. Team Morrison
| N° eliminazione | Wrestler                                    | Team                                        | Eliminato da                                | Tempo                                       |                                             |
| --------------- | ------------------------------------------- | ------------------------------------------- | ------------------------------------------- | ------------------------------------------- | ------------------------------------------- |
| 1°              | Dolph Ziggler                               | Team Miz                                    | Evan Bourne                                 | 03:34                                       |                                             |
| 2°              | Evan Bourne                                 | Team Morrison                               | Drew McIntyre                               | 04:09                                       |                                             |
| 3°              | Finlay                                      | Team Morrison                               | Sheamus                                     | 05:11                                       |                                             |
| 4°              | Jack Swagger                                | Team Miz                                    | John Morrison                               | 12:05                                       |                                             |
| 5°              | Shelton Benjamin                            | Team Morrison                               | The Miz                                     | 14:57                                       |                                             |
| 6°              | Matt Hardy                                  | Team Morrison                               | Drew McIntyre                               | 17:08                                       |                                             |
| 7°              | John Morrison                               | Team Morrison                               | Sheamus                                     | 20:52                                       |                                             |
| Sopravvissuti:  | Drew McIntyre, Sheamus e The Miz (Team Miz) | Drew McIntyre, Sheamus e The Miz (Team Miz) | Drew McIntyre, Sheamus e The Miz (Team Miz) | Drew McIntyre, Sheamus e The Miz (Team Miz) | Drew McIntyre, Sheamus e The Miz (Team Miz) |

Team Kingston vs. Team Orton
| N° eliminazione | Wrestler                      | Team                          | Eliminato da                  | Tempo                         |                               |
| --------------- | ----------------------------- | ----------------------------- | ----------------------------- | ----------------------------- | ----------------------------- |
| 1°              | Mark Henry                    | Team Kingston                 | Randy Orton                   | 00:50                         |                               |
| 2°              | R-Truth                       | Team Kingston                 | CM Punk                       | 03:11                         |                               |
| 3°              | Ted DiBiase Jr.               | Team Orton                    | Christian                     | 05:08                         |                               |
| 4°              | William Regal                 | Team Orton                    | Montel Vontavious Porter      | 06:49                         |                               |
| 5°              | Montel Vontavious Porter      | Team Kingston                 | Cody Rhodes                   | 10:08                         |                               |
| 6°              | Cody Rhodes                   | Team Orton                    | Christian                     | 11:33                         |                               |
| 7°              | Christian                     | Team Kingston                 | Randy Orton                   | 13:24                         |                               |
| 8°              | CM Punk                       | Team Orton                    | Kofi Kingston                 | 20:39                         |                               |
| 9°              | Randy Orton                   | Team Orton                    | Kofi Kingston                 | 20:47                         |                               |
| Sopravvissuto:  | Kofi Kingston (Team Kingston) | Kofi Kingston (Team Kingston) | Kofi Kingston (Team Kingston) | Kofi Kingston (Team Kingston) | Kofi Kingston (Team Kingston) |

Team Mickie vs. Team Michelle
| N° eliminazione | Wrestler                            | Team                                | Eliminato da                        | Tempo                               |                                     |
| --------------- | ----------------------------------- | ----------------------------------- | ----------------------------------- | ----------------------------------- | ----------------------------------- |
| 1°              | Layla                               | Team Michelle                       | Kelly Kelly                         | 01:15                               |                                     |
| 2°              | Gail Kim                            | Team Mickie                         | Michelle McCool                     | 02:04                               |                                     |
| 3°              | Jillian Hall                        | Team Michelle                       | Eve Torres                          | 03:34                               |                                     |
| 4°              | Eve Torres                          | Team Mickie                         | Beth Phoenix                        | 03:55                               |                                     |
| 5°              | Kelly Kelly                         | Team Mickie                         | Beth Phoenix                        | 04:08                               |                                     |
| 6°              | Beth Phoenix                        | Team Michelle                       | Mickie James                        | 04:41                               |                                     |
| 7°              | Alicia Fox                          | Team Michelle                       | Mickie James                        | 06:24                               |                                     |
| 8°              | Michelle McCool                     | Team Michelle                       | Melina                              | 10:38                               |                                     |
| Sopravvissuti:  | Melina e Mickie James (Team Mickie) | Melina e Mickie James (Team Mickie) | Melina e Mickie James (Team Mickie) | Melina e Mickie James (Team Mickie) | Melina e Mickie James (Team Mickie) |